# 拉维勒迪约 (克勒兹省)
拉维勒迪约（法語：La Villedieu，法語發音：[la vildjø]）是法国克勒兹省的一个市镇，属于欧比松区。

## 地理
拉维勒迪约（45°44'1"N, 1°53'12"E）面积5.63 平方千米，位于法国新阿基坦大区克勒兹省，该省份为法国中部省份，位于法國中央高原西北部，北起安德尔省和谢尔省，西接维埃纳省，南至科雷兹省，东临多姆山省，东北与阿列省接壤。
与拉维勒迪约接壤的市镇（或旧市镇、城区）包括：福拉蒙塔涅、内德。

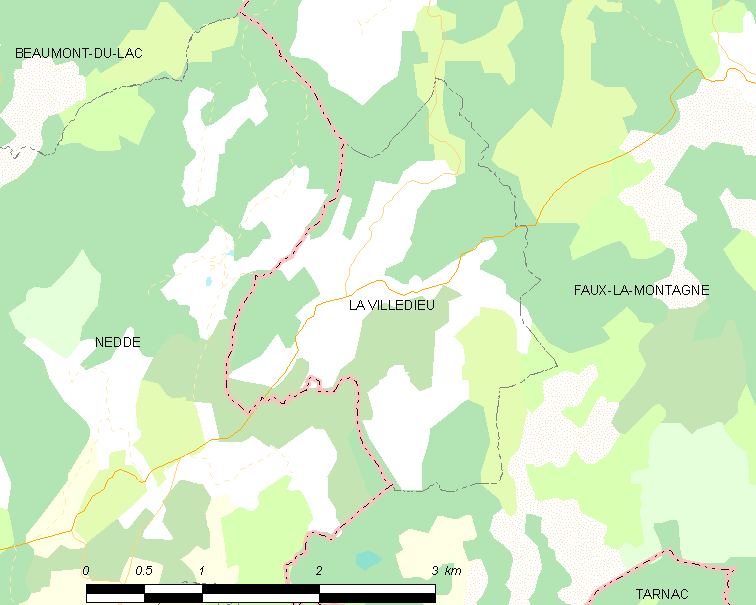
的OSM定位图

拉维勒迪约的时区为UTC+01:00、UTC+02:00（夏令时）。

## 行政
拉维勒迪约的邮政编码为23340，INSEE市镇编码为23264。

## 政治
拉维勒迪约所属的省级选区为费勒坦县。

## 人口

1962-2008年间人口变化图示

拉维勒迪约于2022年1月1日时的人口数量为51人。